# Românii din Republika Srpska
Românii din Republica Srpska sunt cetățeni de origine română care trăiesc și muncesc pe teritoriul Republicii Srpska. Românii sunt una dintre cele șaptesprezece minorități naționale oficiale din Republika Srpska, iar interesele lor sunt reprezentate de reprezentanți și delegați în Consiliul Minorităților Naționale și Uniunea Minorităților Naționale . 

## Istorie
Există teorii diverse și contradictorii cu privire la sosirea românilor pe teritoriile din Republika Srpska de astăzi, precum și pe întregul teritoriu al fostei Iugoslavii . Contradicția lor se reflectă în legătură cu două chestiuni-cheie, cu problema originii istorice a românilor și cu alta cu asemănările sau diferențele dintre români și vlahi. Este un fapt istoric că românii trăiesc pe teritoriul Peninsulei Balcanice și așa mai departe pe teritoriul Republicii Srpska. Românii aparțin grupului de locuitori din Balcani care se ocupă de bovine de secole, astfel încât trăiau în număr mult mai mare decât astăzi pe teritoriul Republicii Srpska de astăzi
Odată cu ocuparea turcă a Regatului Bosniei în 1463, românii s-au retras spre Panonia în fața invadatorilor.Numărul membrilor comunității naționale române din această regiune din acea perioadă a fost întotdeauna simbolic. În perioada de după al Doilea Război Mondial s-a înregistrat o creștere treptată a numărului de membri ai comunității naționale române pe întreg teritoriul Bosniei-Herțegovina.
Astăzi, existența comunității naționale românești este activă numai în regiunea Doboj și, potrivit surselor locale, majoritatea românilor trăiesc în satul Ostružnja Gornja, care astăzi aparține administrativ comunei Stanari. Până la formarea comunei Stanari, această așezare aparținea orașului Doboj. Potrivit asociației românilor din acel loc, în Ostružnica Gornja există 53 de familii cu circa 350 de membri, considerați membri ai poporului român. 
În timpul războiului bosniac, un anumit număr de români (atât localnici cât și voluntari din România) au luptat în armata Republicii Srpska⁠(en)[traduceți]. 

## Religia
Românii din Republika Srpska, la fel ca majoritatea compatrioților lor, în țară, ca și în întreaga lume sunt ortodocși, în timp ce un număr mai mic de catolici.

## Asociația
În Republika Srpska există o asociație care adună membrii poporului român. Este Asociația Românilor "Ostružnja" din Ostružnja Gornja, care aparține comunei Stanari . 

## Răspândire
Membrii minorității naționale române din Republika Srpska sunt considerați cetățeni de origine etnică românească care se simt atât de familiarizați cu limba, bucătăria și obiceiurile românești. 
Potrivit recensământului populației din 2013 din Bosnia și Herțegovina și conform datelor emise de Oficiul Statistic al Republicii și care sunt singurele valabile pentru Republika Srpska, 62 de români locuiau în Republika Srpska .  Românii locuiesc în următoarele comune și orașe: 
| Românii, în municipii și orașe, conform datelor recensămîntului din anul 2013. în Republica Srpska |          |
| administrației publice locale                                                                      | în total |
| în total                                                                                           | 62       |
| Banja Luka                                                                                         | 5        |
| Bijeljina                                                                                          | 8        |
| Brod                                                                                               | 4        |
| Vlasenica                                                                                          | 4        |
| Gradiška                                                                                           | 1        |
| Doboj                                                                                              | 16       |
| Donji Žabar                                                                                        | 1        |
| Kozarska Dubica                                                                                    | 1        |
| Laktaši                                                                                            | 4        |
| Lopare                                                                                             | 2        |
| Ljubinje                                                                                           | 1        |
| Pale                                                                                               | 1        |
| Prijedor                                                                                           | 2        |
| Srbac                                                                                              | 5        |
| Teslić                                                                                             | 1        |
| Trebinje                                                                                           | 3        |
| Ugljevik                                                                                           | 1        |
| Šamac                                                                                              | 1        |
| Šekovići                                                                                           | 1        |

## Personalități
- Silvija Vujović, membră al Consiliului Minorităților Naționale din Bosnia și Herțegovina (Republika Srpska) în a doua [9] și a treia [10] legislatură.
- Adrian Dima, voluntar român în Armata Republicii Srpska, care anterior a servit în România în cadrul mai multor unități speciale ale Armatei Române. Din 1993 a luptat pe teritoriul fostei Republici Krajina, iar la sfârșitul anului 1994 s-a alăturat detașamentului „Lupii Albi” al Corpului Român de la Sarajevo. A murit în luptă pe masivul muntos Treskavica la 3 mai 1995. [4]
- Stanko Marinković, primul președinte al Asociației Românilor „Ostružnja” din Ostružnja Gornja, lângă municipiul Stanari.[11]